# Корсьоне
Корсьоне (итал. Corsione) — коммуна в Италии, располагается в регионе Пьемонт, в провинции Асти.
Население составляет 215 человек (2008 г.), плотность населения составляет 42 чел./км². Занимает площадь 5 км². Почтовый индекс — 14020. Телефонный код — 0141.
Покровителем коммуны почитается святой Христофор, празднование 24 июля.

## Демография
Динамика населения:

## Администрация коммуны
- Официальный сайт: http://www.comune.corsione.at.it